# 퍼트리샤 해밀턴
퍼트리샤 해밀턴(영어: Patricia Hamilton, 1938년 1월 1일 ~ )은 캐나다의 배우이다.

## 출연 작품

### 영화
- 크리스마스 트리가 없는 집 (1972, The House Without a Christmas Tree)
- Middle Age Crazy (1980)
- 피의 발렌타인 (1981)
- 빨강머리 앤 (1985)
- 크레이지 보이 러브호텔 (1988, Screwball Hotel)
- Holiday Affair (1996)
- 빨간머리 앤 - 참된 행복을 찾아서 (2000, Anne of Green Gables: The Continuing Story)
- 빨간머리 앤 - 새로운 시작 (2008, Anne of Green Gables: A New Beginning)

### 텔레비전
- 에이번리로 가는 길 (1990-96)